# Жан Морель Пое
Жан Морель Пое (фр. Jean Morel Poé, 15 грудня 1996, Бінжервіль) — івуарійський футболіст, атакувальний півзахисник грецького клубу «Іракліс». Виступав за національну збірну Кот-д'Івуару.

## Клубна кар'єра
Футболом почав займатися у себе на батьківщині у Кот-д'Івуарі. Виступав за «Вільямсвілль» та «АСЕК Мімозас». У складі останнього двічі ставав чемпіоном країни, а також брав участь у груповому етапі Кубка конфедерації КАФ. На 17-й хвилині матчу з ганським «Адуана Старз» Пое вийшов на заміну замість травмованого товариша по команді, а в середині другого тайму сам був замінений.
У другій половині 2018 року на правах оренди перебрався до білоруського «Торпедо-БелАЗу» з Жодино. Дебютував у новій команді 30 вересня у домашній грі з «Вітебськом». На 20-й хвилині матчу він відкрив рахунок, забивши перший гол за команду. Вже в компенсований до основного часу матчу час його замінили на українця Богдана Мишенка. За підсумками сезону івуарієць провів за клуб 13 ігор і забив 2 м'ячі, а керівництво «Торпедо» вирішило викупити права на нападника у «АСЕК Мімозас». У сезоні 2019 чергував вихід у стартовому складі та на заміну, інколи залучався до матчів дублю.
28 березня 2020 року був відданий в оренду до кінця першого кола чемпіонату країни у «Смолевичі», де став основним нападником. У складі нового клубу дебютував уже наступного дня у гостьовій грі з «Іслоччю». Африканець вийшов на поле на 60-й хвилині зустрічі на заміну замість Олексія Турика.
У липні 2020 року. після закінчення контракту, залишив «Торпедо-БелАЗ» і у статусі вільного агента перебрався в гродненський «Німан», де також закріпився в основному складі.
У січні 2021 року покинув «Німан» і незабаром був представлений як гравець мінського «Динамо». Півзахисник швидко закріпився в основі столичного колективу і з 7 голами став другим бомбардиром команди в сезоні.
У січні 2022 року перейшов в єгипетський «Ісмайлі». Дебютував за клуб 10 лютого 2022 проти клубу «Ф'юче». Сам гравець вийшов у стартовому складі та провів на полі 78 хвилин. Загалом провів за клуб 7 ігор у чемпіонаті.
У вересні 2022 року на правах оренди перейшов до криворізького «Кривбасу». У січні 2023 року український клуб офіційно оголосив про перехід футболіста. У серпні 2023 року перебрався до «Кривбасу» на повноцінній основі. В УПЛ загалом відіграв 20 поєдинків і забив 1 гол, після чого у січні 2025 року покинув команду.
21 січня 2025 року уклав контракт до кінця сезону з грецьким клубом «Іракліс».

## Кар'єра у збірній
26 грудня 2016 року дебютував за національну збірну Кот-д'Івуару в товариському матчі із Зімбабве. По почав гру на лаві запасних, а на 60-й хвилині вийшов замість Гійома Доа. Зустріч завершилася внічию з рахунком 0:0. 31 травня року провів ще один матч за збірну, відігравши у товариській грі проти Беніну (1:1). 

## Особисте життя
Одружений, дружину звуть Жозіана.

## Досягнення
- Чемпіон Кот-д'Івуару: 2016/17, 2017/18
- Володар Кубка Кот-д'Івуару: 2018